# William Farrar Smith
William Farrar Smith (17. februar 1824 – 28. februar 1903) var en amerikansk civilingeniør, medlem af politiets ledelse i New York og generalmajor i Unionshæren under den amerikanske borgerkrig.

## Tidlige live
Smith, der var kendt af sine venner som "Baldy" (Skalle), var født i St. Albans, Vermont og tog eksamen fra West Point i 1845, hvorefter han blev tilknyttet de topografiske ingeniører. Han var to gange professor i matematik på West Point (1846-1848 og 1855-1856).

## Borgerkrigen
Under det Første slag ved Bull Run gjorde Smith tjeneste i staben for generalmajor Irvin McDowell. Den 13. august 1861 blev han udnævnt til brigadegeneral i den frivillige hær efter at havde hjulpet til med at organisere First Vermont Brigade. Han blev udnævnt til midlertidig oberstløjtnant i den regulære hær for sit mod i slaget ved White Oak Swamp i Syvdagesslaget. Den 4. juli 1862 blev han forfremmet til generalmajor i den frivillige hær. Smith førte sin division med bemærkelsesværdigt mod i Slaget ved Antietam og blev igen midlertidig forfremmet i den regulære hær. Da hans korpskommandør William B. Franklin blev flyttet til en højere post, overtog Smith kommandoen over VI Korps i Army of the Potomac, som han førte i det katastrofale Slaget ved Fredericksburg.
De efterfølgende gensidige beskyldninger førte til en berømt "general order", hvori hærens øverstkommanderende generalmajor Ambrose Burnside foreslog at afskedige flere højtstående officerer i hæren. Præsident Abraham Lincoln valgte i stedet at afskedige Burnside. Smith var en af de omtalte officerer, og det talte til hans fordel, at han forblev i hæren. Hans indiskretion ved at orientere Lincoln direkte om Burnsides svagheder, samt den omstændighed at han var en nær ven af generalmajor George McClellan (som var i unåde), resulterede i, at han mistede både sit korps og sin rang, idet Senatet undlod at bekræfte hans udnævnelse til generalmajor, som udløb den 4. marts 1863. Tilbage som brigadegeneral kommanderede han en styrke af divisionsstørrelse i militærområdet Susquehanna i Pennsylvania i de kritiske dage under Gettysburg kampagnen, hvor han slog generalmajor J.E.B. Stuart tilbage i Slaget ved Carlisle. Smiths uerfarne tropper deltog derefter i den mislykkede forfølgelse af general Robert E. Lee tilbage over Potomac-floden. Herefter kommanderede han en division i West Virginia.
Den 3. oktober 1863 blev Smith udnævnt til chef for ingeniørtropperne i Army of the Cumberland (og et par uger senere i Militær området Mississippi). Som sådan gennemførte han ingeniøroperationer og igangsatte Slaget ved Wauhatchie, som åbnede "Cracker Line", der tillod forsyninger og forstærkninger at strømme ind i den belejrede by Chattanooga. Om denne indsats rapporterede Repræsentanternes Hus' komite om militære forhold i 1865 at "som en underordnet general reddede general W.F. Smith Army of the Cumberland fra at blive taget og førte den derefter til sejr." Smith blev nu igen nomineret til at blive generalmajor i den frivillige hær, og Ulysses S. Grant, som var meget imponeret af Smiths arbejde insisterede kraftigt på, at nomineringen skulle bekræftes, og det gjorde Senatet så den 9. marts 1864. Ifølge sine egne udtalelser var Grant "ikke længe om at finde ud af at modstanden mod Smiths forfremmelse var velfunderet," men han forklarede aldrig nærmere, hvad det gik ud på, og i sin bog i Battles and Leaders serien fastholdt Smith at de var af rent personlig karakter.
I Overland kampagnen i 1864 fik Smith kommandoen over XVIII Korps i generalmajor Benjamin Butlers Army of the James, som han førte i Slaget ved Cold Harbor og i de første operationer under Belejringen af Petersburg. Smiths korps og en division af sorte tropper (under Edward W. Hinks) blev beordret til at tage byen. Da han huskede fiaskoen ved Cold Harbor gennemførte Smith en omfattende rekognoscering. Han fastslog at en del af forsvarslinien alene bestod af artilleri, og beordrede et angreb. Imidlertid blev angrebet forsinket og mellemtiden blev han betænkelig ved et rygte om, at Lee var på vej til at indfinde sig med sin hær. Han mistede modet, måske på grund af de voldsomme konfødererede befæstninger, måske på grund af sin jævnligt tilbagevendende malaria, men hans tøven var skyld i, at en mulighed for at forkorte krigen med næsten et år gik tabt. Den 19. juli 1864 blev han frataget kommandoen over XVIII Korps og tilbragte resten af krigen med "særlige opgaver".

## Efter krigen
Smith trådte ud af den frivillige hær i 1865 og fra den regulære hær i 1867. Fra 1864 til 1873 var han formand for International Telegraph Company, og fra 1875 til 1881 var han bestyrelsesmedlem for politiet i New York, og blev præsident for det i 1877. Efter 1881 var han beskæftiget med ingeniørprojekter i Pennsylvania. Han døde i Philadelphia i 1903 og ligger begravet på Arlington National Cemetery. Hans Autobiography of Major General William F. Smith, 1861 – 1864 blev udgivet i 1990, længe efter hans død.